# Данча Аннамарі Михайлівна
Аннамарі́ Миха́йлівна Чундак, у шлюбі Да́нча (нар. 26 березня 1990, с. Оноківці, Ужгородський район, Закарпатська область) — українська сноубордистка, призерка чемпіонату світу, учасниця трьох Зимових Олімпіад (2010, 2014, 2018). Майстер спорту міжнародного класу зі сноубордингу. Представниця спортивної команди Збройних Сил України.

## Життєпис
Народилася в родині гірського рятувальника Михайла Чундака та математика Марини Чундак. Ім'я отримала на честь бабусь — материної матері Анни та батькової — Марії. Через професію батька Аннамарі з молодшою сестрою Олександрою провела дитинство на горі Красія, у Великоберезнянському районі. Там їх помітив тренер Золтан Мінай. Займалася паралельно гірськими лижами і сноубордингом, згодом за порадою тренера зосередилася на останньому. Мінай тренував сестер, доки не став директором Центру олімпійської підготовки й змоги тренувати вже не мав. Після цього тренуванням доньок зайнялась мати Марина Чундак, яка здобула другу вищу освіту у Львівському інституті фізичної культури. Останнім часом вона перейняла функції менеджерки, а допомагати у тренуванні стала сестра Аннимарі Олександра.
Випускниця Ужгородського національного університету. Аспірантка Львівського державного університету фізичної культури, кафедра зимових видів спорту.
Чемпіонка України 2007 року, призерка міжнародних змагань, учасниця Європейського Молодіжного Олімпійського фестивалю 2007 р. (м. Хака, Іспанія) — 4 місце, учасниця чемпіонату світу 2007 р. 2009 року посіла 6 та 8 місце на чемпіонаті світу серед юніорів, 15 місце — на чемпіонаті світу (м. Гангвонг, Корея). Тричі вигравала золоті нагороди Кубка Європи у гігантському слаломі — у 2009, 2010 та 2011 роках.
У 2010-му Аннамарі стала чемпіонкою світу зі сноуборду серед юніорів. Вона виграла змагання у паралельному слаломі. У фінальному заїзді вона перемогла швейцарку Юліє Цогг.
Перша українська представниця на зимових Олімпійських іграх 2010 р. (м. Ванкувер, Канада). У напруженій боротьбі пробилась до фінальних заїздів та посіла 16 місце у фінішному протоколі.
У лютому 2019 р. виборола срібну медаль на 13-му чемпіонаті світу у США (дисципліна — паралельний слалом). У фіналі знову зійшлася з Юліє Цогг, яку перемагала за 9 років до того на юніорській світовій першості, але на цей раз поступилася. Швейцарка випередила Аннумарі на фініші на 0,85 секунди. Це перша медаль для України на мундіалях зі сноубордінгу.
Одружена, виховує доньку Ольгу. Хобі: музика.
Розмовляє англійською та угорською мовами.

## Виступи на Олімпіадах
| Олімпіада     | Дисципліна                     | Місце |
| ------------- | ------------------------------ | ----- |
| Ванкувер 2010 | паралельний гігантський слалом | 16    |
| Сочі 2014     | паралельний гігантський слалом | 21    |
| Сочі 2014     | паралельний слалом             | 21    |